# Poenari, Giurgiu
Poenari este un sat în comuna Ulmi din județul Giurgiu, Muntenia, România.

## Istorie

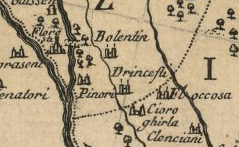
Satul Poenari în prima sa reprezentare cartografică, harta stolnicului Constantin Cantacuzino din 1718

Atestat la 3 aprilie 1618, satul Poenari a fost înființat de postelnicul Mâinea care primește moșia drept danie pentru vitejia de care dăduse dovadă în luptă. Cel mai de seama urmaș al postelnicului a fost vornicul Apostol din Poenari, boier tenace ce a ajutat la înzestrarea mănăstirii Hurezi . Urmașii acestora si–au luat numele de „Stegărescu“ de la vechea calitate a înaintașilor, de conducători de steaguri de luptă, la sfarșitul secolului XVIII, atunci când li s-a recunoscut și calitatea de „boier de neam“. 
Temelia actualului sat a fost pusă de Tănase vistierul in jurul anului 1760, prin cumpărarea unei largi moșii de la vechii stegari, moșneni care, așa cum bine ne spune Marele Dicționar Geografic în 1902, au primit o întinsă moșie lângă București de la Mihai Viteazul datorită vitejiei de care au dat dovadă în timpul luptelor. Pe lângă moșia cumpărata de Tănase, moșnenii vând în acea perioadă o fâșie Anicăi Florescu care va înființa, câțiva ani mai târziu satul Poenarii Florescului (numit odinioară Suseni sau Florescu, astăzi fiind integrat în satul Poenari) în apropierea unui vechi sat dispărut numit Măgura.

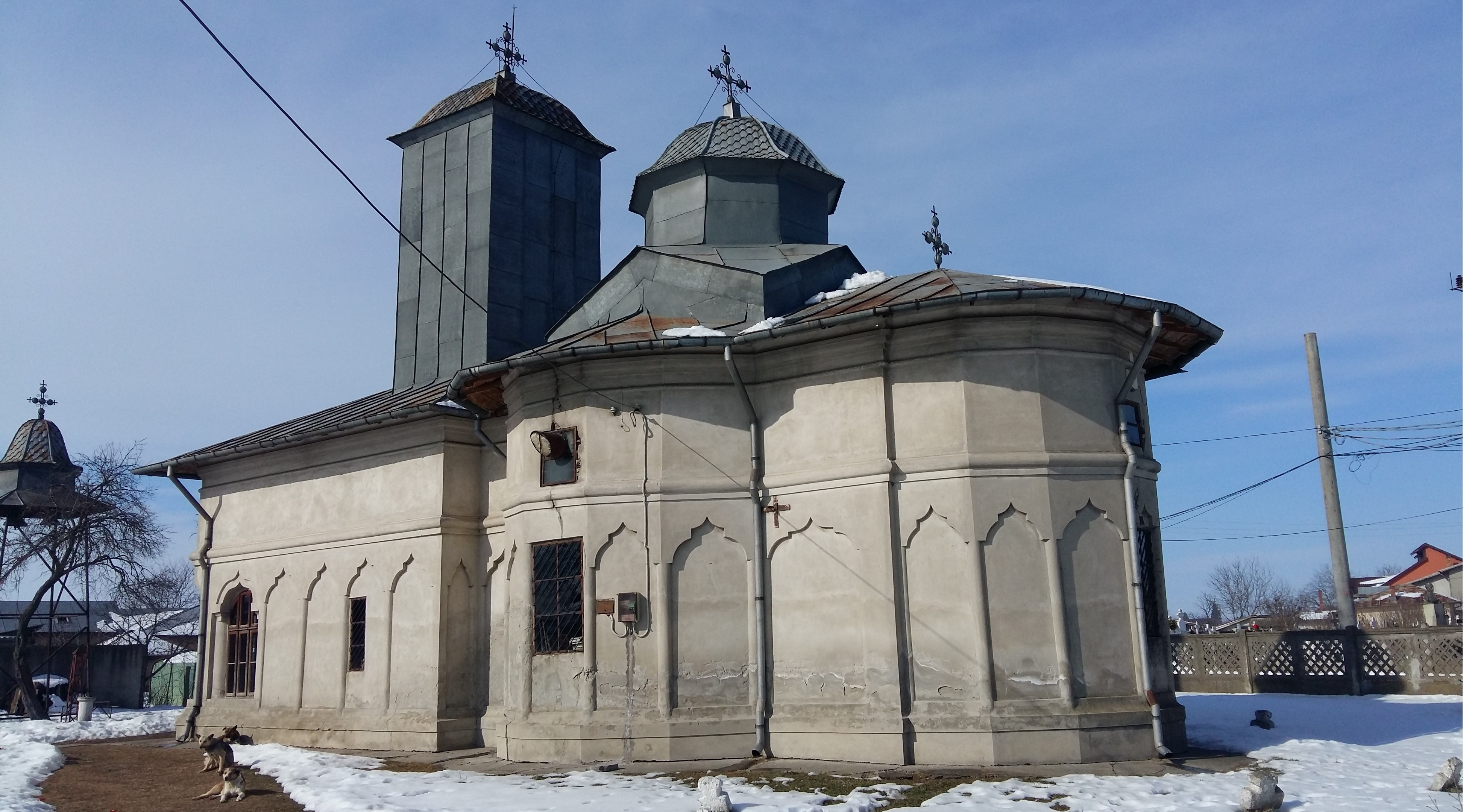
Biserica „Sfantul Nicolae“ din satul Poenari ridicata in 1790

Despre Tănase vistierul se cunosc foarte puține lucruri, iar în ce–l privește pe Iane, fratele acestuia, este  bine cunoscut faptul că acesta va da numele satului– Poenarii lui Enuță– și va avea un fiu, Andrei– cunoscut în tradiția populară drept Aldea. Andrei va dărui în jurul anului 1800 satului nou format o biserică de zid, cu hramul Sfântului Nicolae și tot acesta va fi primul care își va lua numele de Poenărescu, așa cum apare într–un tabel al proprietarilor din Ilfov la 1833.

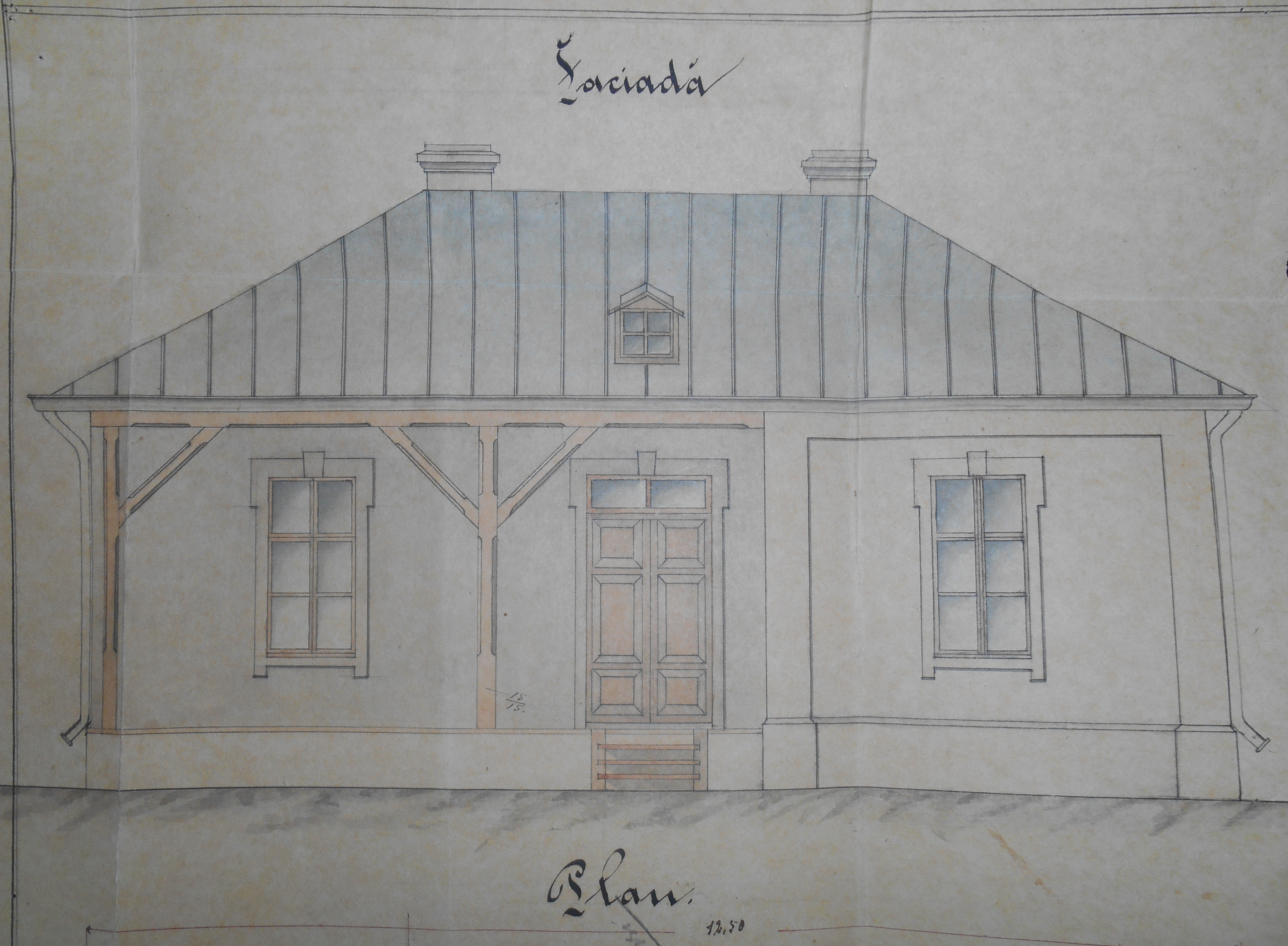
Planul primariei ridicate in 1888 la Poenari, ulterior dispensar uman

Vechea vatră a Moșnenilor Poenari este atestată în 1618. Moșnenii stegari, care la jumătatea secolului XVIII își iau denumirea de „Stegărescu“ –așa cum sunt ei denumiți în documente– conform tradiției locale, tradiție întărită de cea istorică, sunt urmașii conducătorilor de steaguri din timpul lui Mihai Vitezul. La sfârșitul secolului al XVIII– lea, li se recunoaste calitatea de boieri de neam, calitate recunoscută datorită faptelor vitejești. Așa cum ne spune Cezar Boliac, în celebra sa lucrare „Acvila Străbună“, clasa boierilor de neam este scutită de bir și de luptă, iar ereditatea lor este un principiu eterogen cu totul în Statul Român.
La sfârșitul secolului al XIX-lea, vorbim despre comuna Poenari care făcea parte din plasa Sabarul a județului Ilfov și era formată din satele Bolintinu-Spiridon, Poenari-Enuță, Poenari-Florescu, Poenari-Moșteni și Ulmi-Ornești, având în total 1273 de locuitori ce trăiau în 276 de case. În comună existau două biserici (la Poenari-Enuță și la Ulmi-Ornești) și o școală, iar principalii proprietari de pământ erau N. Butculescu, T. Anastasescu, Poenărescu, G. Florescu, I. Barbulescu, Gh. Stegărescu, Florea Stegărescu, Ilie Radu. Anuarul Socec din 1925 consemnează comuna cu numele de Poenari-Ulmi, având aceeași alcătuire plus satul Ghionea. În 1931, satul Bolintinu-Spiridon a primit numele de Poenari-Spiridon.

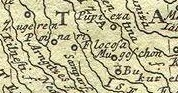
Satul Poenari în a doua reprezentare cartografică, harta Homann din anul 1752

În 1950, comuna a fost arondată raionului Răcari și apoi (după 1952) raionului Titu din regiunea București. În 1968, comuna a revenit la județul Ilfov, reînființat. Tot atunci, comuna a preluat satul Trestieni de la comuna Cosoba și satele Căscioarele și Drăgăneasca de la comuna Brezoaia; a fost desființat satul Spiridon (fost Poenari-Spiridon, comasat cu Moșteni); satele Tufeni și Enuța au fost comasate, formând satul Poenari; și comuna a luat numele de Ulmi. În 1981, o reorganizare administrativă regională a dus la transferarea comunei la județul Giurgiu.